# Louvain-la-Neuve
Louvain-la-Neuve, prescurtat LLN (neerlandeză Nieuw-Leuven, valonă Noû-Lovin, germană Neu-Löwen) este un oraș universitar în Valonia, Belgia. Împreună cu localitatea Ottignies formează orașul Ottignies-Louvain-la-Neuve.
Orașul a fost creat din cauza certurilor lingvistice ale anilor 1960. Studenții flamanzi doreau ca studenții francofoni să plece de la Louvain. Astfel, nu departe de Louvain, s-a construit Louvain-la-Neuve, care adăpostește UCL-ul, aripa francofonă a Universității Catolice din Louvain.

## Istorie
În ciuda faptului că erau bilingve cursurile, iar numărul de profesori flamanzi crescând, studenții flamanzi se simțeau într-o universitate francofonă. În această atmosferă, grupurile de studenți au scandat: Walen buiten! («Afară valonii!»). Neputința de a potoli conflictul a dus la căderea guvernului Paul Vanden Boeynants.
Astfel, puterea organizatoare a aprobat pe 18 septembrie 1968 un plan de expansiune a secției francofone. Câteva săptămâni mai târziu, a fost declarată oficială sciziunea universității, în Katholieke Universiteit Leuven (KUL) și l’Université catholique de Louvain (UCL).
Proiectul a fost condus de Raymond Lemaire, de Jean-Pierre Blondel și de Pierre Laconte.
După mai multe ezitări, autoritățile universitare se pun de acord pentru a construi noua universitate la Ottingen. Câmpul pe care urma să se construiască universitatea e un podiș, la marginea pădurii Lauzelle. Pe vremea respectivă, aici nu existau decât câteva gospodării într-un cătun, numit Baraca. Restul era un câmp pe care erau cultivate sfecle. UCL, cu ajutorul statului belgian, cumpără o suprafață de 900 de hectare, și începe lucrările pe 20 ianuarie 1969. 
Noii locuitori se așază la Louvain-la-Neuve în 1972. Numărul studenților era totuși redus. În 1973, doar 676 de personae locuiau în Louvain-la-Neuve, dar numărul celor ce frecventau noua universitate se ridica la vreo 1500. În 1981, numărul neoluvaniștilor se ridică la 10.477. În ziua de astăzi, orașul are 10.000 de locuitori, plus 19.600 de studenți în cămine.

## Urbanism
Cum LLN e un oraș creat de UCL pentru învățămînt, s-au luat măsurile necesare :
- Orașul nu poate fi doar un mijloc închis, în care s-ar afla doar studenții si profesorii. De aceea în oraș trebuie să locuiască oameni din toate categoriile socio-profesionale.
- Dimensiunnea umană trebuie să fie de căpetenie. De aceea nu s-au construit monumente mari, nici bulevarde.
- Orașul e pieton. Circulația rutieră se face pe subteran.

Centrul orașului constituie o imensă dală de beton, care suportă clădirile și străzile de pietoni. Dedesubtul dalei se află parcările și șoselele.
Universitatea fiind catolică, facultatea de teologie e clădirea ce servește drept punctul de centru al orașului.
În jurul centrului au fost prevăzuite și construite patru cartiere: Biéreau, Lauzelle, Hocaille și Bruyères. Pe lângă acestea, s-a dezvoltat un al cincilea cartier, Baraca, pe locul fostului cătun. Acest cartier refuză măsurile de urbanizare impuse de universitate.
Louvain-la-Neuve e un oraș în expansiune continuă, practică din punct de vedere al mobilității, deoarece se află la echidistanță între Namur și Bruxelles. Trei trenuri pe oră leagă LLN de Ottingen, nod de cale ferată ce permite legăturile spre Luxemburg, regiunea Bruxelles, Wavre, Louvain și Charleroi.